# پارالمپیک زمستانی ۲۰۱۰
بازی‌های پارالمپیک زمستانی ۲۰۱۰ دهمین دوره از پارالمپیک زمستانی بود که در ونکوور کانادا برگزار گردید. در این بازی‌ها ۶۴ مدال طلا در ۵ رشته ورزشی توزیع شد که آلمان با ۱۳ طلا بیشترین سهم را داشت. کانادا برای این مسابقات تدارک خاصی دیده بود و چندین نفر از خانواده سلطنتی کانادا در جشن گشایش حضور داشتند و آیین پایانی رسمی این مسابقات توسط ژنرال مایکل جین انجام شد.